# Shōnen Matsumura
Shōnen Matsumura (松村 松年) (5 de març 1872, (Akashi, Hyōgo) - 7 de novembre 1960) fou un entomòleg japonès.
Nascut a Akashi, Hyōgo, el doctor Shōnen Matsumura va establir el primer curs japonès d'entomologia a la Universitat de Hokkaido. Els cursos van ser aplicats (sobre insectes importants en la silvicultura i l'agricultura) i teòrics. Va nomenar més de 1.200 espècies d'insectes japonesos i el 1926 va fundar la revista entomològica Insecta Matsumurana. Matsumura va escriure nombrosos treballs i llibres científics, inclosos 6.000 insectes il·lustrats de l'Imperi del Japó (1931). Va morir a Tòquio. Es va centrar en els ortòpters.
La seua col·lecció es troba a la Universitat Hokkaido a Sapporo.

## Abreviació zoològica
L'abreviatura Matsumura s'empra per a indicar a Shōnen Matsumura com a autoritat en la descripció i taxonomia en zoologia.